# Semialarium
Semialarium es un género de plantas con flores con dos especies pertenecientes a la familia Celastraceae.

## Descripción
Son árboles bajos con ramas patentes, que alcanzan un tamaño de hasta 8 m de alto, o arbustos de 2 m de alto o trepadoras gruesas y escandentes. Hojas obovadas o elíptico-oblongas, 4–10 cm de largo y 2–6 cm de ancho, ápice redondeado u obtuso, a veces mucronulado, base redondeada a subatenuada, márgenes remotamente crenado-serrados, subcoriáceas, con frecuencia escasamente hírtulas o tomentulosas en el envés, glabrescentes. Inflorescencia pálido puberulenta cuando joven, con ramificación pseudodicótoma, 2–6 cm de largo, pedúnculo 1–2.5 cm de largo, flores 7–10 mm de largo, verde amarillentas a blanco verdosas o verdes; sépalos suborbiculares, 1–1.3 mm de largo, puberulentos por fuera, margen ligeramente eroso; pétalos patentes, oblongos, 3–5 mm de largo, glabros, subcarnosos, margen entero; disco anular-pulvinado, 2–3 mm de diámetro; filamentos cortos, ligulados, anteras ampliamente reniformes, anaranjadas; ovario con 6–8 óvulos por lóculo, estilo corto, grueso, estigma inconspicuo. Fruto una cápsula péndula, 10–13 mm de diámetro, los 3 mericarpos básicamente connados por 1–3 cm, cada uno ampliamente obovado, emarginado en el ápice, 5–7 cm de largo; semillas 3 cm de largo, con un ala basal ca 2 cm de largo y 1–1.5 cm de ancho.

## Taxonomía
El género fue descrito por  Nicolas Hallé y publicado en Bulletin du Muséum National d'Histoire Naturelle, Section B, Adansonia. Botanique Phytochimie 1983(1): 22, 24. 1983. La especie tipo es: Semialarium paniculatum (Mart.) N.Hallé

## Especies aceptadas
A continuación se brinda un listado de las especies del género Semialarium aceptadas hasta julio de 2011, ordenadas alfabéticamente. Para cada una se indica el nombre binomial seguido del autor, abreviado según las convenciones y usos.
- Semialarium mexicanus (Miers) Mennega
- Semialarium paniculatum (Mart.) N.Hallé